# カシパン
カシパン、あるいはカシパンウニは、ウニ綱Echinolampadacea目Scutelloida亜目（カシパン目Scutellinaとする説もあり）に分類される棘皮動物の総称。

## 形態
扁平な円盤形の殻をもつ種が多く、殻板背面には管足による花紋様が形成される。タコノマクラなどに似るが、耳状骨が1対である点で区別される。背面の棘は短い。マメウニやボタンウニなどは殻長1センチメートル以下と小型で、粒状あるいはボタン状の殻をもつ。スカシカシパンなどは殻に透かし孔をもつ。

## 分類
不正形類の1グループであり、カシパン下目Laganiformesとヨウミャクカシパン下目Scutelliformesの2下目に区別される。以前はタコノマクラ目Clypeasteroidaのカシパン亜目Laganinaあるいはヨウミャクカシパン亜目Scutellinaに分類されていたが、遺伝子解析によりタコノマクラ目とは異なる系統とされ、カシパン目Scutellinaとして独立目とする意見もある。2018年にはカシパン類に対してScutelloidaという学名が新たに提唱されている。一方でWorld Echinoidea Database (2023) ではカシパン類をマンジュウウニ目Echinolampadoida・アメリカマンジュウウニ目CassiduloidaとともにEchinolampadacea目にまとめており、Scutelloidaは亜目として分類されている。
以下の現生科の分類は、World Echinoidea Database (2023) に従う。和名は金沢 (2009)・田中ほか (2019) に従う。
- カシパン下目 Laganiformes
  - マメウニ科 Fibulariidae（ボタンウニ科Echinocyamidaeはシノニム）
  - カシパン科 Laganidae
- ヨウミャクカシパン下目 Scutelliformes
  - ホクヨウハスノカシパン科 Echinarachniidae
  - ハグルマカシパン科 Rotulidae
  - Taiwanasteridae
  - スカシカシパン科 Astriclypeidae
  - Dendrasteridae
  - アメリカスカシカシパン科 Mellitidae
  - ヨウミャクカシパン科 Scutellidae

## 生態
砂泥に潜って生活し、有機物や微生物を食べる。

## 人間との関係
和名は明治時代以降に命名され、甘食などの菓子パン類に由来すると考えられている。食用とはされない。